# Pontius Pilatus

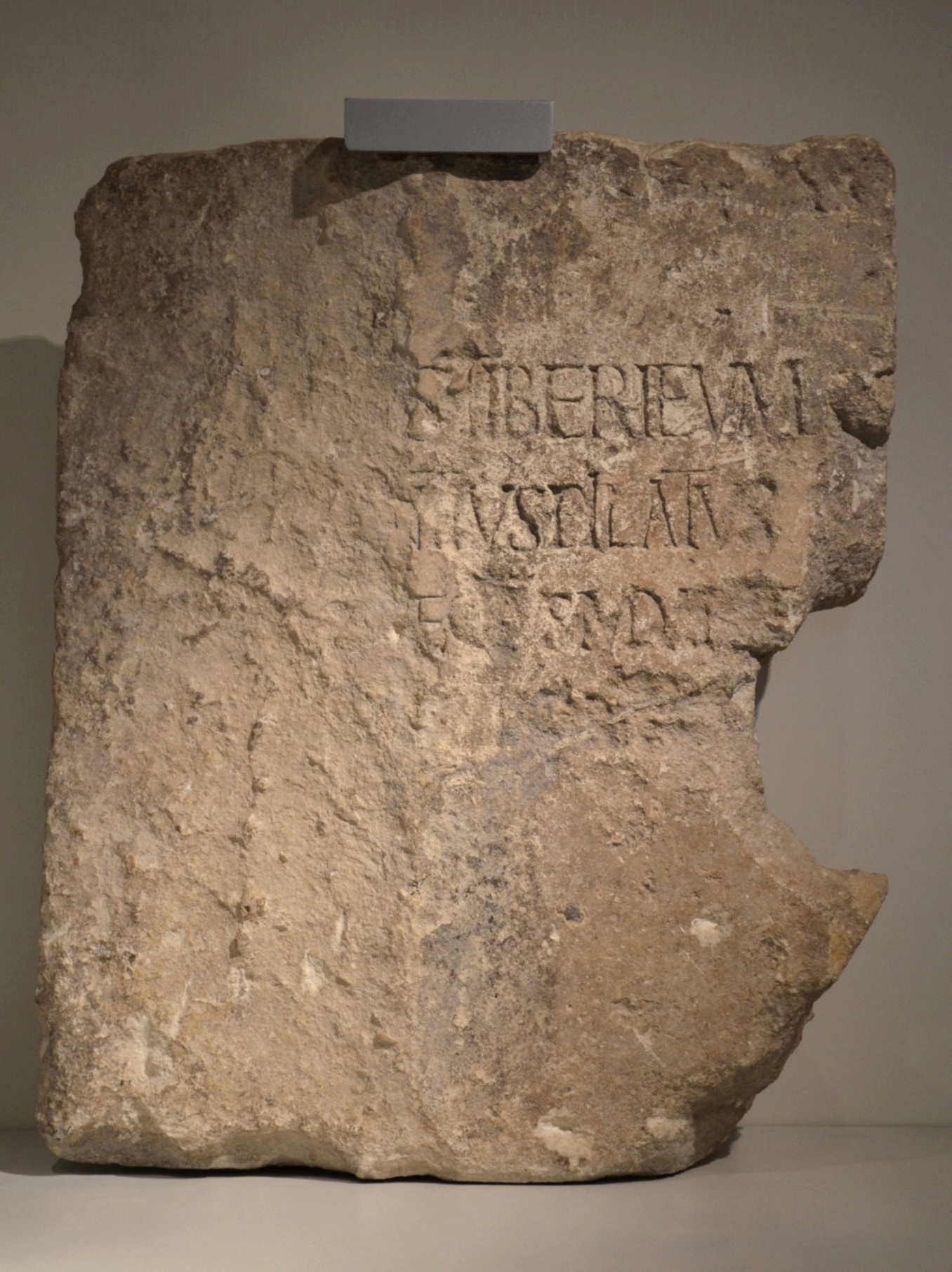
Pilatus-Inschrift auf einer Spolie, die im Theater von Caesarea gefunden wurde (Israel-Museum)

Pontius Pilatus war von 26 bis 36 n. Chr. Präfekt des römischen Kaisers Tiberius in Judäa, das zu seiner Amtszeit ein Teil der Provinz Syria war. Bekannt wurde er vor allem durch die Passionsgeschichten im Neuen Testament der Bibel. Dort wird berichtet, dass er Jesus von Nazaret zum Tod am Kreuz verurteilte. In biblischen Texten lautet seine Amtsbezeichnung ἡγεμών hēgemṓn „Statthalter“, was den falschen Eindruck erweckt, er sei Provinzgouverneur gewesen.

## Name
Der Vorname (praenomen, vgl. römischer Name) des Pontius Pilatus ist nicht überliefert. Sein Familienname (nomen gentile) zeigt, dass er aus der römischen Familie (gens) der Pontier stammte. Angehörige dieser Familie spielten in der römischen Geschichte des Öfteren eine besondere Rolle; so stammte beispielsweise Lucius Pontius Aquila, einer der Caesarmörder, aus dieser Familie. Der dritte Namensteil (cognomen) wird unterschiedlich gedeutet. Da inschriftlich der Name mit iota longa überliefert ist, war die Silbe pil- lang. So ist die Herleitung von lateinischen Wörtern wie pilum („Speer“) oder pila („Pfeiler“) möglich, pilatus würde dann „mit dem Pilum bewaffnet“ oder „eingepflanzt“ bedeuten. Auch eine Verbindung mit pileus, der Filzkappe der Freigelassenen, ist denkbar und der Name vielleicht eine Verkürzung von Pileatus.
Da der Gentilname Pontius bei den Samniten vorkommt, wurde von einigen Historikern eine Herkunft der Familie aus Samnium angenommen.

## Leben
Pilatus’ Geburtsjahr und Geburtsort sind unbekannt. Es besteht ein weitgehender Konsens, dass er im Jahr 26 von Tiberius zum Präfekten von Judäa (praefectus Iudaeae) ernannt wurde. Pilatus war der fünfte Präfekt dieses Provinzteils, unterstand somit dem Statthalter der Provinz Syria und folgte Valerius Gratus, der das Amt 15 bis 26 n. Chr. innegehabt hatte. Die Ernennung zeigt, dass Pilatus dem Ritterstand (equester ordo) angehörte.
Ein römischer Präfekt wurde üblicherweise durch den Kaiser bestimmt. Während der Regierungszeit des Tiberius, faktisch vom Jahre 21 n. Chr., besaß der Kommandeur der Prätorianergarde, Lucius Aelius Seianus, bei Tiberius so großen Einfluss, dass er auch bei der Ernennung der Präfekten Einfluss nehmen konnte. Die Ernennung des Pontius Pilatus fällt genau in den Zeitraum des Rückzugs des Tiberius nach Capri. Ethelbert Stauffer vertrat 1957 die These, Pilatus sei durch den judenfeindlichen Seianus gezielt eingesetzt worden, um in Judäa eine Provokationspolitik zu betreiben. Die judenfeindliche Gesinnung des Seianus wird allerdings nur von Philon von Alexandria erwähnt, eine Beziehung zwischen Seianus und Pilatus wurde von Eusebius von Caesarea aus den Angaben, die Philon zu beiden Personen macht, geschlossen. Oft wird ungeschicktes Verhalten des Pilatus während seiner Amtszeit von Historikern als Beleg für seine anti-jüdische Haltung angesehen. Die beiden jüdischen Quellen Philon von Alexandria und Flavius Josephus betonen nämlich die harte Amtsführung des Pilatus. Unabhängig von dieser Diskussion ist es bemerkenswert, dass Pilatus Judäa immerhin zehn Jahre lang verwalten konnte, was für ein großes Durchsetzungsvermögen in einem der unruhigsten Gebiete des Reiches spricht.
Ein Ereignis im Sommer des Jahres 36, das Josephus in den Antiquitates berichtet, führte wahrscheinlich zu seiner Absetzung: Pilatus ließ mit brutaler Gewalt eine Prozession von bewaffneten Samaritanern auf den heiligen Berg Garizim unterbinden, wo sie die von Mose dort verborgenen Kultgeräte des biblischen Zeltheiligtums zu finden hofften. Dies hatte ihnen ein Prophet verheißen. Der Rat der Samaritaner führte nach dieser blutigen Militäraktion Beschwerde gegen Pilatus bei Vitellius, dem Legaten von Syrien. Dieser ordnete an, dass Pilatus die Reise nach Rom anzutreten hatte, um sich dort vor dem Kaiser zu verantworten. Vitellius setzte stattdessen Marcellus als Präfekten von Judäa ein. Als Pilatus in Rom eintraf, erfuhr er, dass Tiberius am 16. März 37 gestorben war. Unbekannt ist, ob es zu einem Verfahren um ihn kam und wie sein weiteres Leben verlief.
Unter Berufung auf das Zeugnis griechischer Chronisten bzw. Olympiadenschreiber schrieb Eusebius von Caesarea Anfang des 4. Jahrhunderts, Pilatus sei unter Caligula in solche Bedrängnis geraten, dass er im Jahr 39 Selbstmord begangen habe. Laut Orosius zwang ihn der Kaiser sogar dazu. Beide Autoren erblickten darin die strafende Hand Gottes. Früheren kirchlichen Schriftstellern war von einem Suizid des Pilatus nichts bekannt. Als beispielsweise Origenes den Einwand des Philosophen Kelsos, dass Jesu Richter nichts dem Schicksal des Pentheus Ähnliches erlitten habe, entkräften wollte, argumentierte er, Pilatus sei gar nicht Jesu Richter gewesen, die Juden seien von dem Fluch getroffen worden.

### Außerbiblische literarische Texte

#### Tacitus
Als wichtigste außerbiblische Quelle für den Prozess Jesu gilt eine Stelle in den Annales (15, 44) des römischen Geschichtsschreibers Tacitus, die von der Christenverfolgung unter Nero nach dem Brand Roms (64 n. Chr.) berichtet und dabei Pilatus beiläufig erwähnt:

“Auctor nominis eius Christus Tiberio imperitante per procuratorem Pontium Pilatum supplicio adfectus erat.”

„Der Urheber jenes Namens, Christus, wurde während der Regierung des Tiberius durch den Prokurator Pontius Pilatus hingerichtet.“

In den Historiae (5,9,2) schrieb Tacitus allgemein, dass während der Regierungszeit des Tiberius (und damit auch während der Amtszeit des Pilatus) in Judäa „Ruhe geherrscht“ habe; dies steht im Widerspruch zu den Tumulten, die Philon und Josephus berichteten.

#### Philon

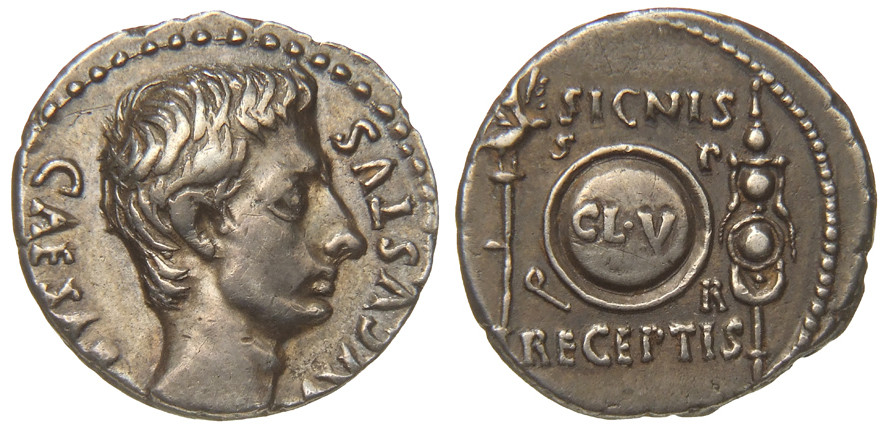
Silbermünze des Augustus. Rückseite: Runder Ehrenschild (clipeus virtutis) zwischen Legionsadler und Feldzeichen

Philon von Alexandria erwähnt Pilatus in seiner Schrift Legatio ad Gaium. Darin zitierte er den Wortlaut eines Briefes, den Herodes Agrippa I. an den Kaiser gerichtet hatte, den aber, entsprechend den Konventionen antiker Historiographie, tatsächlich Philon selbst formuliert hatte. Im Brief wird beschrieben, wie Pilatus durch die Aufstellung goldener Weihe- oder Ehrenschilde in Jerusalem große Unruhe in der Bevölkerung erregt und diese Maßnahme auf Anordnung des Kaisers Tiberius wieder zurückgenommen habe. Die Weiheschilde waren ohne bildliche Darstellungen und mit einer Inschrift, die den Geehrten (= Kaiser Tiberius) und den Auftraggeber (= Pilatus) namentlich nannte. Sie waren nicht öffentlich, sondern im Jerusalemer Amtssitz des Pilatus, dem früheren Herodespalast, aufgestellt.
Diesem Brief Agrippas zufolge hatte Pilatus Grund, eine Überprüfung seiner Amtsführung zu befürchten: „Dabei könnte man seine Bestechlichkeit, seine Gewalttätigkeit, seine Räubereien, Mißhandlungen, Beleidigungen, fortgesetzten Hinrichtungen ohne Gerichtsverfahren sowie seine unaufhörliche und unerträgliche Grausamkeit vortragen.“ Im Gegensatz zu den anderen antiken Autoren, die Pilatus erwähnten, schrieb Philon als dessen Zeitgenosse.

#### Josephus
Die meisten Informationen über die Amtsführung des Pilatus stammen aus zwei Werken des Flavius Josephus: De bello Iudaico und Antiquitates Iudaicae.

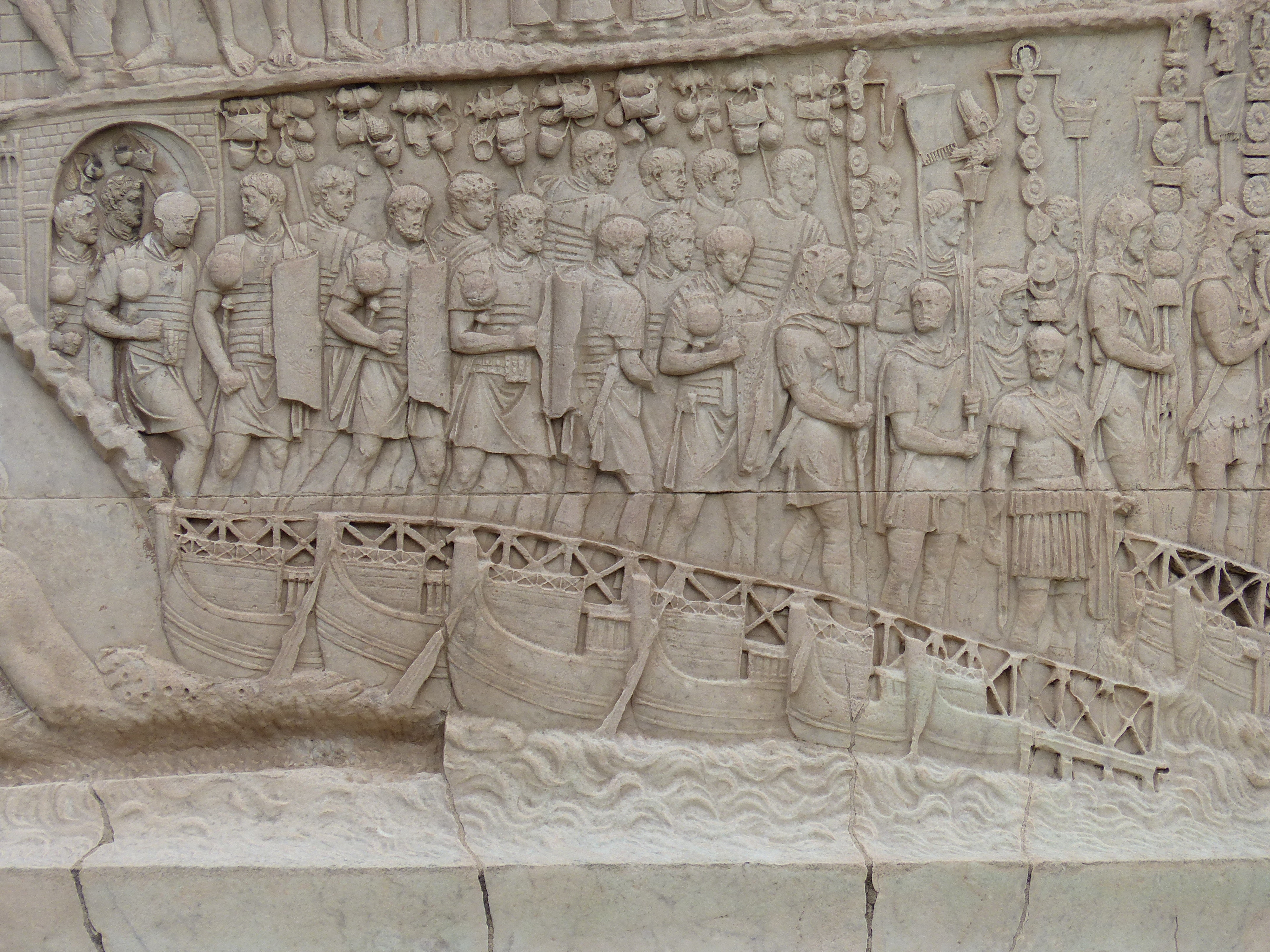
Römische Legionäre mit vorangetragenen Feldzeichen (Detail der Trajanssäule)

In De bello Iudaico berichtet Josephus zwei Begebenheiten aus der Amtszeit des Pilatus: das nächtliche Hereinbringen verhüllter römischer Feldzeichen mit Kaiserbildnissen nach Jerusalem und den Bau eines Aquädukts zur Wasserversorgung der Stadt mit Geldern aus dem Tempelschatz von Jerusalem. Beide Maßnahmen riefen den Protest der Jerusalemer Bevölkerung hervor, doch während Pilatus im ersten Fall nachgab und die Feldzeichen entfernen ließ, wies er im zweiten Fall seine Soldaten an, die protestierende Menge gewaltsam aufzulösen, wobei viele Menschen starben. Das später verfasste Hauptwerk des Josephus, die Antiquitates, enthält ebenfalls den Feldzeichen-Konflikt und den Aquädukt-Konflikt. Darauf folgt die Verurteilung des „Jesus, eines weisen Mannes“ zur Kreuzigung (Testimonium Flavianum), eine wahrscheinlich christlich überarbeitete oder sogar interpolierte Textpassage. Die vierte in den Antiquitates berichtete Begebenheit aus der Amtszeit des Pilatus ist das militärische Vorgehen gegen eine Prozession bewaffneter Samaritaner zum Berg Garizim. Der Rat der Samaritaner führte dagegen Beschwerde bei Vitellius, dem Legaten von Syrien. Das hatte die Abberufung des Pilatus zur Folge.
Werner Eck betont, dass Josephus in seinem Werk über den Jüdischen Krieg zwar die Hauptschuld am Krieg und seinen verheerenden Folgen für die jüdische Bevölkerung den Zeloten zuweise. Aber er habe der römischen Seite eine Mitschuld geben wollen. Als Klient der Flavier war es für ihn selbstverständlich, das Kaiserhaus von jeder Kritik auszunehmen. Auch die senatorischen Legaten von Syrien, die auf die politischen Verhältnisse in Judäa großen Einfluss hatten, wagte er nicht anzugreifen. Die römischen Verantwortlichen für die Eskalation des Konflikts waren daher im Geschichtswerk des Josephus die Präfekten, die aus dem Ritterstand kamen, politische Neulinge waren und kein familiäres Netzwerk hinter sich hatten. Pilatus ist in der Abfolge der Präfekten von Judäa der erste, von dem Josephus Maßnahmen berichtet, die bei den Einwohnern Jerusalems auf Widerstand stießen. Eck meint, dass die Einholung der Feldzeichen mit den Kaiserbildern in die Stadt aus Pilatus’ römischer Sicht eine Selbstverständlichkeit war und er immerhin so viel Sensibilität aufbrachte, dass er sie bei Nacht und verhüllt in die Stadt bringen ließ. Hätte er provozieren wollen, so wären sie bei Tage und sichtbar durch Jerusalem getragen worden. In ähnlicher Weise war der Bau der Wasserleitung zum Nutzen der Stadt eine Maßnahme, für die Geld aus Tempeln genutzt werden konnte. Da von einer gewaltsamen Entnahme aus dem Tempelschatz nichts verlautet, vermutet Eck, dass ein Teil der Priesterschaft das auch so sah und das geforderte Geld aushändigte. „Beide Maßnahmen des Pilatus werden jedoch in der Forschung weithin, entsprechend den jeweiligen Eingangssätzen des Josephus, als bewusste Provokationen angesehen, obwohl die gesamte nachfolgende Beschreibung bei Josephus eher auf das Gegenteil hinweist.“

### Inschriften
Im Jahr 1961 wurde auf einer Spolie im Theater von Caesarea Maritima eine Inschrift gefunden, die Pontius Pilatus namentlich nennt:
...S TIBERIÉVM / [PO]NTIVS PÌLATVS / [PRAEF]ECTUS IVDAE[A]E / ...É...
Die Inschrift bestätigt die Statthalterschaft des Pilatus in Judäa. Mit dem Tiberieum, das von Pontius Pilatus erneuert wurde, ist laut Géza Alföldy einer der Leuchttürme von Caesarea gemeint, andere verbinden damit ein Gebäude des Kaiserkultes für Tiberius und seine Mutter Livia Drusilla. Der Fund belegt, dass die korrekte Bezeichnung für das von Pilatus ausgeübte Amt Präfekt war und nicht, wie bei den Statthaltern von Judäa ab Mitte des 1. Jahrhunderts üblich, Prokurator, eine Bezeichnung, wie sie auch Tacitus verwendete.
Im Jahr 2018 publizierten Shua Amorai-Stark, Malka Hershkovitz und andere die Inschrift eines Siegelrings, der bereits 1968/1969 bei den Ausgrabungen Gideon Foersters in Herodium gefunden worden war und dessen Beschriftung sie als Πιλάτο(υ) Piláto(u) „des Pilatus“ lasen. Der Ring aus einer Kupferlegierung ist einfach gearbeitet und zeigt in der Mitte ein Weingefäß (Krater), das von der Namensinschrift umgeben ist. Aufgrund der Seltenheit des Namens nahmen sie an, dass der Ring Pilatus selbst oder zumindest einem ihm untergebenen Beamten gehört habe, der damit in Pilatus’ Namen handeln konnte. Für letztere Möglichkeit spreche, dass der Ring eher einfach ausgestaltet sei. Die Publikation stieß auf lebhaftes Medieninteresse. Werner Eck und Avner Ecker stellten 2023 die Lesung Piláto(u) und den Bezug dieses Siegelrings zu Pontius Pilatus in Frage. Neben Unsicherheiten der Lesung spreche auch die römische Verwaltungspraxis dagegen, dass ein solcher griechisch beschrifteter Siegelring von oder im Auftrag des Pilatus Verwendung fand.

### Münzprägung

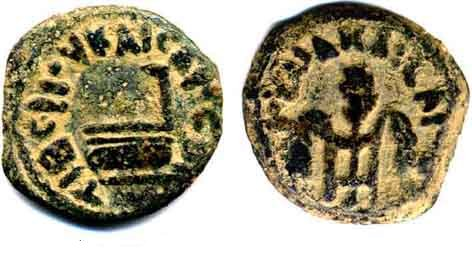
Bronzemünze des Pilatus. Vorderseite mit Simpulum und Inschrift ΤΙΒΕΡΙΟΥ ΚΑΙϹΑΡΟϹ; Rückseite: drei Ähren und Inschrift ΙΟΥΛΙΑ ΚΑΙϹΑΡΟϹ

Pilatus folgte der Praxis seiner Vorgänger und ließ Bronzemünzen prägen, wann immer Bedarf an Kleingeld bestand. Innerhalb seiner zehnjährigen Amtszeit ist die Emission von Bronzemünzen für die Jahre 29/30, 30/31 und 31/32 belegt. Sie tragen die Legende ΤΙΒΕΡΙΟΥ ΚΑΙϹΑΡΟϹ Tiberiou Kaisaros „des Tiberius Caesar“.
Die früheste Prägung des Pilatus (Foto) trägt auf der Rückseite die Inschrift ΙΟΥΛΙΑ ΚΑΙϹΑΡΟϹ Ioulia Kaisaros. Gemeint ist Tiberius’ Mutter Livia Drusilla (= Iulia Augusta). Das Münzbild der drei zusammengebundenen Ähren ist ein gängiges Symbol für Fruchtbarkeit und gute Ernten. Die Vorderseite zeigt eine kultische Schöpfkelle (Simpulum) und die Inschrift ΤΙΒΕΡΙΟΥ ΚΑΙϹΑΡΟϹ Tiberiou Kaisaros. Simpula wurden als Emblem des römischen Pontifex auf Münzen häufig dargestellt. Nach dem Tod der Livia Drusilla wurde sie auf den Münzen des Pilatus nicht mehr genannt. Anstelle des Simpulum zeigten seine Prägungen in den beiden Folgejahren das Münzbild des Lituus, eines Stabes, der mit dem römischen Kult, aber auch mit dionysischen Riten assoziiert wurde. Die Rückseite bringt das gängige Münzbild eines Kranzes mit Beeren. Zusammenfassend stellt Helen K. Bold fest, dass Pilatus auf der Vorderseite seiner Münzen übliche römische Kultgegenstände zeigte, die auf Münzen, die in Judäa geschlagen wurden, ansonsten nicht vorkommen. Die Rückseite mit dem Motiv Ähren bzw. Kranz entsprachen im Gegensatz dazu der Tradition jüdischer Münzprägung. Bereits Pilatus’ Amtsvorgänger Valerius Gratus hatte pagane Kultsymbole (Caduceus und Kantharos) auf seinen Münzen darstellen lassen.
Bold meint, dass die Münzprägungen des Pilatus in Judäa nicht besonders anstößig gewesen seien. Joan E. Taylor verweist aber darauf, dass Simpulum und Lituus auf den römischen Kult beschränkt und bei den Bevölkerungen im östlichen Mittelmeerraum, im Gegensatz zu anderen kultischen Objekten, nicht anschlussfähig waren. „Indem er exklusiv römische Kultgegenstände in seiner Münzprägung verwendete, die für eine Provinz bestimmt war, die größtenteils aus Juden und Samaritanern bestand, förderte er die römische Religion, die sich hauptsächlich im Kaiserkult manifestierte, in einem Umfeld, das sehr sensibel war.“

### Neues Testament
Pontius Pilatus ist durch die Passionsgeschichten der Evangelien als derjenige bekannt, der Jesus von Nazaret zum Tod am Kreuz verurteilte und die Hinrichtung durchführen ließ. Das Markusevangelium ist nach exegetischer Mehrheitsmeinung das älteste und wurde von Matthäus und Lukas benutzt, wobei speziell die Gestalt des Pilatus Veränderungen erfuhr. Diese drei synoptischen Evangelien waren dem Verfasser des Johannesevangeliums bekannt, und er bezog sich auf sie.

#### Markus
In der Passionsgeschichte nach Markus tritt Pilatus in zwei Szenen auf:
- Mk 15,1–15 EU: Warum der Hohe Rat nach seinem Todesurteil über Jesus diesen dem Pilatus überstellt, ist eine Leerstelle der Erzählung. Beim anschließenden Verhör fragt Pilatus, ob Jesus König der Juden sei. Dieser weicht einem klaren Ja oder Nein aus („Du sagst es“). Auf die vielen Anklagen, die seitens des Hohen Rates gegen ihn vorgebracht werden, antwortet Jesus nicht. Pilatus wundert sich, weil das würdevolle Schweigen des Angeklagten nach römischem Kriminalrecht als Schuldeingeständnis zu werten ist.[29] Anlässlich des Pessachfestes erbittet die Bevölkerung die Amnestie eines Gefangenen. Pilatus meint, dass die Hohepriester Jesus „nur aus Neid“ an ihn ausgeliefert hätten. Er durchschaut demnach, dass die Hohepriester einen Konkurrenten loswerden und ihre Position in der jüdischen Gesellschaft sichern wollen. Nun testet Pilatus, wie groß die Unterstützung für den Messiasprätendenten bzw. König Jesus in der Bevölkerung eigentlich ist. Er bietet der Volksmenge an, Jesus freizulassen. Die von den Hohepriestern „aufgewiegelte“ Menge lehnt ab, ist auch durch Nachfragen des Pilatus nicht umzustimmen und fordert die Kreuzigung Jesu. Um die Menge „zufriedenzustellen“, lässt er Jesus geißeln und „liefert ihn zur Kreuzigung aus.“ Helen K. Bond sieht Pilatus in dieser Szene nicht als schwachen Herrscher, der die richtig erkannte Unschuld Jesu nicht in einen Freispruch umsetzt, sondern betont sein geschicktes Taktieren. Er habe Jesus für einen potentiell gefährlichen Aufrührer gegen Rom gehalten. Indem er die Volksmenge einlädt, sich mit Jesus zu solidarisieren (und das Schicksal eines Aufständischen dann mit ihm zu teilen), erreicht er ihre Distanzierung von dem bislang beliebten Galiläer und kann ihn nun hinrichten lassen, ohne dass es beim Pessachfest deswegen zu Tumulten kommt.[30]
- Mk 15,43–45 EU: Josef von Arimathäa erbittet von Pilatus den Leichnam Jesu. Pilatus lässt sich von seinem Hauptmann bestätigen, dass Jesus schon tot sei. Daraufhin überlässt er Josef den Leichnam zum Begräbnis.

#### Matthäus
In seiner Rezension der markinischen Passionsgeschichte setzt Matthäus durch sein Sondergut zwei Akzente: Die Schuld am Kreuzestod Jesu trage eindeutig das ganze jüdische Volk, und Jesus sei absolut unschuldig.
- Mt 27,19-20 EU: Die namenlose Frau des Pilatus lässt diesem ausrichten, dass sie aufgrund eines Traumes wisse, dass Jesus ein „Gerechter“, also unschuldig sei. Ihre Sorge gilt aber nicht dessen Schicksal, sondern exklusiv ihrem Mann. Das bestätigt Pilatus in seinem folgenden Verhalten.[31]
- Mt 27,24 EU: Mit dem jüdischen Ritual der Handwaschung entlastet sich der Römer Pilatus von seiner Verantwortung an der Hinrichtung Jesu. Er erklärt nicht Jesus für unschuldig, sondern sich selbst:[32] „Ich bin unschuldig am Blut dieses Menschen.“ Wirkungsgeschichtlich interessant ist der abweichende Text der Vulgata: „Ich bin unschuldig am Blut dieses Gerechten (innocens ego sum a sanguine iusti huius).“
- Mt 27,25 EU: Die antijüdische Rezension kommt am klarsten in dem „Blutruf“ zum Ausdruck, mit dem die Volksmenge sich bereit erklärt, die Konsequenzen für die Hinrichtung des unschuldigen Jesus zu tragen. Matthäus, der auf den Jüdischen Krieg zurück- und auf das bevorstehende Weltende vorausblickt, meinte damit aber keinen jahrhundertelang über dem Judentum liegenden Fluch, im Gegensatz zur Rezeptionsgeschichte dieses Verses. Die zurückliegende Zerstörung Jerusalems im Jahr 70 ist laut Ulrich Luz für den Evangelisten die Konsequenz des Blutrufs, und er sei damit auch abgegolten und wirke sich nicht auf eine Verurteilung Israels im Endgericht aus. „Matthäus rechnet nicht mit einem über Jahrhunderte fortbestehenden geschichtlichen ‚Fluch‘“ – weil überhaupt nur noch wenig Zeit bis zum Ende bleibe; in dieser Frist sei aber für Israel auch nichts Positives mehr zu erwarten.[33]

#### Lukas
Das lukanische Doppelwerk (Lukasevangelium und Apostelgeschichte) zeichnet die Geschichte des Jesus von Nazareth und seiner Jünger in die Geschichte des Römischen Reiches ein und setzt beide zueinander in Beziehung. Das Bild römischer Beamter ist dabei zwiespältig: Als Kenner des römischen Rechts sprechen sie von Amts wegen die Christen von gegen sie erhobenen Anklagen frei. Als schwache, egoistische Personen stehen aber einige Beamte der Umsetzung dieses Rechts selbst im Wege, besonders wenn jüdische Institutionen auf sie Einfluss nehmen.
Pilatus wird im Evangelium nach Lukas zweimal außerhalb der Passionsgeschichte erwähnt: Der Verfasser datiert den Beginn des Auftretens Johannes des Täufers in die Zeit seiner Statthalterschaft (Lk 3,1 ). Außerdem wird Jesus berichtet, dass Pilatus die Ermordung galiläischer Pilger beim Darbringen ihrer Opfer im Jerusalemer Tempel befohlen habe (Lk 13,1–2 ); Jesus reagiert darauf mit einer Ermahnung zur Umkehr, da diese Galiläer nicht schuldiger gewesen seien als alle anderen Galiläer. Die Ermordung der Galiläer wird nur im Sondergut des Lukas erwähnt und lässt sich nicht zu den Tumulten, die Josephus und Philon aus der Amtszeit des Pilatus berichten, in Beziehung setzen. Das Handeln des Pilatus erscheint unmotiviert und grausam.
Im Prozess Jesu setzt das Lukasevangelium folgende Akzente:
- Lk 23,1–5 EU: Die Anklagen, die der Hohe Rat gegenüber Jesus erhebt, werden beim Namen genannt: Aufwiegelung der Menge, Steuerverweigerung, Anspruch, ein König zu sein. Pilatus muss diese antirömischen Aktivitäten von Amts wegen sehr ernst nehmen. Das ist Aufruhr (seditio), als crimen laesae maiestatis steht darauf die Todesstrafe. (Der Leser des Lukasevangeliums hat Pilatus das Wissen voraus, dass Jesus zur Steuerzahlung auffordert und sich nicht zum König erklärt hat; seine Ankläger sind damit als Lügner entlarvt.)[37] Umso unmotivierter erscheint es, dass Pilatus sich mit der ausweichenden Antwort Jesu nach seinem Königsanspruch zufriedengibt und den Angeklagten, kaum hat der Prozess begonnen, für unschuldig erklärt.[38]
- Lk 23,6–12 EU: Pilatus lässt den gefangenen Jesus als Galiläer an dessen Landesherrn Herodes Antipas überstellen, der sich gerade in Jerusalem aufhält. Bei der Verhörszene vor Antipas schweigt Jesus und tut nichts Spektakuläres, wie von diesem erhofft. Antipas schickt den Gefangenen, zum Spott mit einem Prachtgewand gekleidet, an Pilatus zurück; beide legen aufgrund dieser Begebenheit einen bestehenden Konflikt bei und werden Freunde. Diese Episode enthält mehrere Leerstellen, die der Leser selbst füllen muss. Insbesondere bleibt unklar, was Pilatus von Antipas erwartet hatte.[39] Auch hier, wie in der minimalistischen Befragung des Gefangenen, macht der lukanische Pilatus den Eindruck, er wolle mit der Angelegenheit so wenig wie möglich zu tun haben.[40]
- Lk 23,13–25 EU: Pilatus teilt den Hohepriestern, den führenden Personen und der Volksmenge sein Urteil über Jesus mit: Er habe nichts getan, worauf die Todesstrafe stehe. Auch Herodes Antipas sehe das so. Darum solle er gezüchtigt[41] und dann freigelassen werden. Die Menge fordert mit Geschrei seine Kreuzigung, und als der Tumult immer größer wird, gibt Pilatus nach und „liefert Jesus ihrem Willen aus.“ Die führenden Jerusalemer Juden, die hier ihren Willen durchsetzen, sind also in der Darstellung des Lukas die eigentlich Verantwortlichen für die Kreuzigung Jesu. Nach dem Wortlaut des Textes (Vers 26) sind sie es auch, die die Kreuzigung vollziehen; doch gehörte es zum Vorwissen antiker Leser, dass die Kreuzigung als römische Strafe von römischen Soldaten vollzogen wurde.[42] Dass er zugleich den Aufrührer und Mörder Barabbas freilässt, einfach weil die Menge dies fordert, unterstreicht das völlige Versagen des Pilatus.[43]

#### Johannes
Anders als in den synoptischen Evangelien ist die Gefangennahme Jesu im Johannesevangelium eine militärische Operation, an der mindestens ein Manipel, 200 Soldaten, teilnimmt (Joh 18,12 ); Pilatus ist somit von Anfang an und auf eigene Initiative mit dem Prozess Jesu befasst. Der Prozess Jesu, der ausführlicher beschrieben ist als bei den Synoptikern und im Evangelium größeres Gewicht erhält, ist bei Johannes dezidiert ein römischer Prozess. Jesus wird nach der Gefangennahme zunächst vom Hohepriester Hannas nach seinen Schülern und seiner Lehre befragt, der ihn zum Hohepriester Kajaphas weiterschickt. „Die Verdopplung der Hohenpriester offenbart auch ihre Schwäche und ihren Mangel an Identität.“ Ein regelrechter jüdischer Prozess kommt nicht zustande.
- Joh 18,28–32 EU: Frühmorgens bringen „sie“ (die jüdischen Gerichtsdiener) Jesus zum Prätorium, dem Amtssitz des Pilatus. Sie warten draußen, um nicht durch Betreten des Gebäudes vor dem Pessachfest kultisch unrein zu werden (ein Detail, das von den Kommentaren als Ironie gedeutet wird, da sie ja im Begriff sind, mit der Anklage eines Unschuldigen eine viel schwerere Schuld auf sich zu laden). Pilatus kommt heraus und fragt, worin die Schuld Jesu bestehe. Er sei ein Verbrecher. Pilatus schlägt vor, dass sie ihn selbst richten sollten. Sie hätten, so die Antwort, nicht das Recht, jemand hinzurichten. Pilatus erscheint hier in freundlichem Licht, zeigt allerdings auch die Tendenz, die Verantwortung für den Fall Jesus loswerden zu wollen.[46]
- Joh 18,33–38 EU: Die erste Dialogszene zwischen Jesus und Pilatus kreist um die Frage, inwiefern Jesus ein König ist. Jesus erläutert, dass sein Reich „nicht von dieser Welt“ und daher für Rom keine Gefahr sei. Er sei ein König, indem er für die Wahrheit Zeugnis ablege. Pilatus fragt: „Was ist Wahrheit?“ Der Satz wird unterschiedlich gedeutet. Besonders für Rudolf Bultmann und seine Schule ist die Pilatusfrage eine Nichtzuständigkeitserklärung des Staates für religiös-philosophische Fragen. Andere Exegeten, darunter Johannes Beutler, sehen Pilatus als einen von mehreren verständnislosen Gesprächspartnern des johanneischen Jesus: ohne Bereitschaft zu glauben entsteht in diesem Evangelium keine Kommunikation.[47] Carl Schmitt zufolge lässt sich die Haltung des Pilatus je nach Sicht entweder als Ausdruck eines „müden Skeptizismus“, als Agnostizismus, als „Ausdruck überlegener Toleranz“ oder als früher Fall einer weltanschaulichen Neutralität von Staat und Verwaltung interpretieren.[48]
- Joh 19,1–7 EU: Johannes hat die Misshandlung Jesu, die eigentlich nach dem Urteilsspruch und vor der Hinrichtung ihren Platz hatte, nach vorne gezogen, da der Anblick des Misshandelten nach Absicht des johanneischen Pilatus bei „den Juden“ Mitleid erwecken und sie von ihrem Todeswunsch abbringen könnte. Zugleich erhält Jesus, freilich zum Spott, die Insignien eines Königs.[49] Pilatus präsentiert den misshandelten und gedemütigten Gefangenen mit den Worten: „Seht, der Mensch.“ Damit soll er möglicherweise als erbärmlich, aber auch unschuldig dargestellt werden. Doch die Menge sieht in Jesus den Messiasprätendenten und fordert die Kreuzigung. Pilatus schlägt unrealistischerweise vor, dass die jüdischen Behörden ihn selbst kreuzigen sollten. Erstens hatten diese nicht das Recht, die Todesstrafe zu vollziehen (das Ius gladii), zweitens wäre die Todesstrafe nach jüdischem Recht die Steinigung gewesen. Die Menge nennt nun als zusätzlichen Todesgrund, dass Jesus sich zu Gottes Sohn erklärt habe.
- Joh 19,8–12 EU: Diese Information bringt den johanneischen Pilatus in immer größere Ratlosigkeit und bereitet die nächste Dialogszene im Innenraum vor. Mit der Frage „Woher bist du?“ interpretiert Pilatus Gottessohnschaft im paganen Sinne als Abstammung von Gottheiten. Jesus antwortet nicht, da er mit seiner Selbstdefinition (König als Zeuge für die Wahrheit) Pilatus schon zuvor nicht erreicht hatte. Pilatus erinnert an seine Macht, den Gefangenen zu verurteilen oder freizugeben; Jesus erwidert, dass diese Macht ihm „von oben“ gegeben worden sei und Pilatus damit nur ein Werkzeug des göttlichen Planes sei. Draußen ruft die Menge, dass Pilatus kein Freund des Kaisers sei, wenn er einen Königsprätendenten freigebe. Denn jeder, der sich als König ausgebe, lehne sich gegen den Kaiser auf. Die Gefahr für die eigene Karriere gibt bei Pilatus den Ausschlag.[50]
- Joh 19,13–16 EU: Pilatus nimmt vor dem Prätorium auf dem Richterstuhl Platz. Er präsentiert der Menge Jesus als ihren König; diese besteht auf der Forderung, ihn zu kreuzigen. Auf die Nachfrage, ob denn ihr König gekreuzigt werden solle, antwortet die Menge, sie habe keinen König außer dem Kaiser. Damit geben „die Juden“ nach Darstellung des Johannesevangeliums ihre messianischen Hoffnungen selbst preis, nur um Jesus zu Tode zu bringen.[51] „Da lieferte er ihnen Jesus aus, damit er gekreuzigt würde.“ (Joh 19,16 EU)

## Pilatus’ Rolle im Prozess Jesu
Die Korrektheit der Prozessführung des Pilatus wurde bereits in der Frühen Neuzeit diskutiert. Der Jenaer Theologe und Jurist Johann Steller vertrat 1676 (Defensus Pontius Pilatus) die These, Pilatus habe unter juristischen Gesichtspunkten korrekt gehandelt. Seine Kollegen strengten einen förmlichen kirchenrechtlichen Prozess um Pilatus an, in dem der Philosoph Jakob Thomasius als Ankläger und Steller als Verteidiger auftraten.
Aus heutiger rechtshistorischer Sicht ist zunächst zu klären, ob Pilatus das ius gladii besaß, so dass er Todesstrafen aussprechen durfte. Christoph G. Paulus bejaht dies vorsichtig: Coponius, ein Amtsvorgänger Pilatus’, erhielt von Augustus dieses Recht, als er nach Judäa entsandt wurde; es ist naheliegend, dass dies kein auf die Person des Coponius beschränktes Privileg war, sondern alle Präfekten von Judäa dieses Recht erhielten, zumal ihr Herrschaftsgebiet als politisch unruhig bekannt war. Philon kritisierte die willkürlichen Hinrichtungen, die Pilatus ohne Urteilsspruch vollziehen ließ, und scheint damit indirekt zu bestätigen, dass Pilatus Todesurteile verhängen konnte. Den „Bericht von der Auslieferung Jesu durch das Syndrium [sic!] an Pilatus mit dem Ziel, seine Verurteilung und Hinrichtung zu erreichen,“ stuft Christoph Paulus als historisch wahrscheinlich ein. Bei seiner Leitung des Kapitalprozesses hatte Pilatus relativ freie Hand.
Pilatus fragte Jesus nach übereinstimmender Darstellung aller Evangelien, ob er der König der Juden sei. Dieser Titel konnte nur vom Princeps verliehen werden, was bei Jesus evident nicht der Fall war. Wer sich den Königstitel selbst anmaßte, missachtete die Vorrangstellung Roms gegenüber den Völkern in den Provinzen. Das war ein crimen laesae maiestatis, darauf stand die Todesstrafe. Der Angeklagte antwortete unklar: „Du sagst es.“ Die Situation verkomplizierte sich dadurch, dass Jesus wahrscheinlich Aramäisch sprach und seine Antwort dem Pilatus übersetzt werden musste. Die Evangelisten Markus und Matthäus interpretieren die Antwort Jesu (Christoph Paulus zufolge) als klares Ja. Demnach war Jesus aus der Perspektive des Pilatus geständig (confessus). Daraufhin trugen die Hohepriester viele verschiedene Anklagen gegen Jesus vor. Aber Jesus schwieg. Nach dem Grundsatz „Wer schweigt, stimmt zu (qui tacet, consentire videtur)“ war auch das von Pilatus als Schuldeingeständnis zu werten. Die Verurteilung zur Kreuzigung sei daher folgerichtig.

## Rezeptionsgeschichte

### Glaubensbekenntnisse
Pilatus wird sowohl im Apostolischen Glaubensbekenntnis als auch im Bekenntnis von Nicäa-Konstantinopel genannt. In charakteristischer Weise heißt es, dass Jesus unter (und nicht etwa durch) Pilatus hingerichtet wurde:
- Jesus Christus hat „gelitten unter Pontius Pilatus (sub Pontio Pilato)“ (Apostolikum)
- „Er wurde für uns gekreuzigt unter Pontius Pilatus (ἐπὶ Ποντίου Πιλάτου, sub Pontio Pilato), hat gelitten und ist begraben worden“ (Nicäno-Konstantinopolitanum)

Die klassische dogmengeschichtliche Erklärung für die Nennung gerade dieser Persönlichkeit in den beiden großen normativen Bekenntnistexten der frühen Kirche lautet, dass sein Name aus einem historisierenden Interesse ins Credo eingefügt wurde; „man wollte einen welthistorischen unparteiischen Zeugen im Glaubensbekenntnis verankert sehen, um die historische Tatsächlichkeit von Leiden und Kreuz Jesu Christi vor aller Zeit nachweisbar zu machen.“ Dafür lässt sich geltend machen, dass die Übersetzung von ἐπὶ Ποντίου Πιλάτου mit „zur Zeit des Pontius Pilatus“ grammatisch möglich ist.
Reinhart Staats dagegen sieht den Ursprung der Pilatusformel in den Märtyrerbekenntnissen, denen 1 Tim 6,13  in seiner Struktur entspricht: Christus hat vor (ἐπὶ) dem Statthalter sein Bekenntnis abgelegt, also sich selbst als König bezeichnet. Im Magnesierbrief des Ignatius von Antiochien findet sich erstmals die Datierung von Kreuzigung und Auferstehung Jesu „in der Regierungszeit des Pontius Pilatus“. Justin der Märtyrer bringt mehrfach die formelhafte Wendung „gekreuzigt unter Pontius Pilatus“, wie sie dann ins Taufbekenntnis der Kirche von Rom einzieht und als „ökumenische“ Geste an den Westen auch in die Bekenntnisse von Nicäa und Nicäa-Konstantinopel übernommen wurde. In den Bekenntnistexten orientalischer Kirchen wird Pilatus dagegen nicht genannt, obwohl er als Legendengestalt in diesen Kirchen durchaus wichtig war.

### Sonstige spätantike Literatur

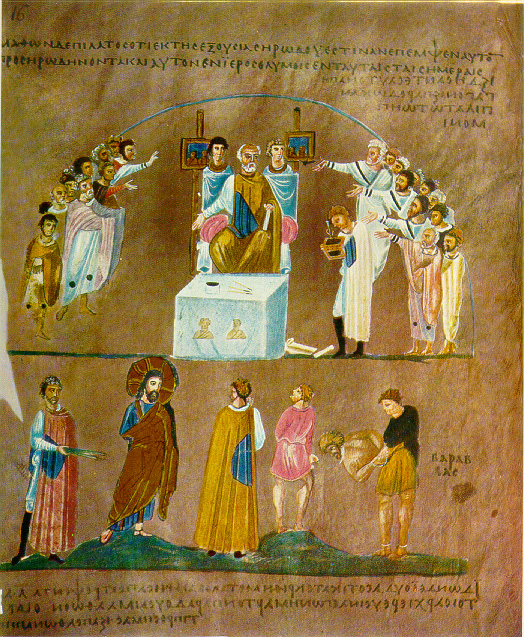
Jesus vor Pilatus (6. Jahrhundert, Syrien, Codex Rossaniensis)

Tertullian schrieb um 197 in seinem Apologeticum, Pilatus sei seiner Überzeugung nach Christ gewesen (iam pro sua consciencia Christianus). Dies entsprach einer weit verbreiteten Meinung unter den Christen seiner Zeit. Er erwähnte an dieser Stelle auch, dass Pilatus einen Brief an Kaiser Tiberius geschrieben habe, in dem er die Auferstehung Jesu Christi sozusagen amtlich beglaubigte. Die apokryphe Pilatusliteratur setzte also schon früh ein. Eusebius erwähnte die Existenz von heidnischen Pilatusakten, welche zur Zeit des Kaisers Maximinus Daia gefälscht worden seien. Die Acta Pilati, welche in ihrer erhaltenen Fassung aus dem 5. Jahrhundert stammen, aber auf eine ältere Version zurückgehen, sollten möglicherweise diese heidnischen Pilatusakten verdrängen. Seit dem Mittelalter Teil des Nikodemusevangeliums, gelangten sie zu großer Bekanntheit und galten als historisch.
Folgende apokryphe Pilatusschriften stammen ebenfalls aus der Spätantike:
- Brief von Pilatus an Tiberius (griechisch), wohl aufgrund der Erwähnung bei Tertullian erfunden und später an Kaiser Claudius umadressiert. Adolf von Harnack vermutete, dass der Verfasser der Passio Petri et Pauli diesen Adressatenwechsel vornahm.[66] In der Passio Petri et Pauli beruft sich Petrus gegenüber Kaiser Nero auf diesen Brief, und der Kaiser lässt ihn verlesen. Eine apokryphe Schrift dient also dazu, eine andere zu stützen und zu beglaubigen.[67]
- Brief von Tiberius an Pilatus (griechisch), darin droht der Kaiser Pilatus wegen Hinrichtung Jesu die Todesstrafe an.
- Anaphora des Pilatus (griechisch, syrisch und arabisch), in einem Brief an Tiberius berichtet Pilatus über Jesu Wundertaten, Tod und Auferstehung.
- Briefwechsel zwischen Pilatus und dem Tetrarchen Herodes (griechisch und syrisch) zum Thema Auferstehung, mehrere Fassungen. In seinem Brief an Herodes schreibt Pilatus, dass er mit seiner Frau und dem Centurio Longinus zum Christentum konvertiert sei.[68]
- Paradosis des Pilatus (griechisch, syrisch, armenisch und slavonisch), Weiterführung der Anaphora mit stark judenfeindlicher Tendenz: Wegen ihrer Schuld am Tod Jesu habe der Kaiser eine Verfolgung der Juden angeordnet.[65] Der Prozess gegen Pilatus findet demnach in einem heidnischen Tempel Roms und auf dem Kapitol statt. Der verurteilte Pilatus stirbt einen seligen Tod, unmittelbar danach auch seine Frau.[69]

Im frühen Christentum war es üblich, vor dem Gebet die Hände zu waschen. Tertullian wandte sich gegen diese Praxis, denn sie folge dem Vorbild des Pilatus, der seine Hände gewaschen und dann Christus zur Kreuzigung ausgeliefert habe. Christen sollten „dem Beispiele des Überlieferers entgegengesetzt verfahren“ und kein kultisches, sondern nur das alltägliche Händewaschen praktizieren.

### Lateinisches Mittelalter
Auch im Mittelalter entstanden apokryphe Pilatusschriften:
- Tod des Pilatus, mit stark negativer Pilatusdarstellung. Pilatus endet durch Selbstmord. Diese Legende wurde in die Sammlung der Legenda aurea aufgenommen.
- Mitteilung des Josef von Arimathäa, judenfeindliche Version der Passionsgeschichte in Ich-Form.
- Vindicta Salvatoris, ebenfalls stark judenfeindliche, wohl in Frankreich entstandene Schrift. Kaiser Tiberius wird darin zum Christen, und die späteren Kaiser Vespasian und Titus vollziehen im Jüdischen Krieg das göttliche Strafgericht an den Juden.

In einem Manuskript der Kapitularbibliothek von Verona werden die Gerichtsurteile des Hohepriesters Kajaphas und des Pilatus im lateinischen Wortlaut mitgeteilt. Dabei handelt es sich wahrscheinlich um die Arbeit eines humanistischen Gelehrten des 15. Jahrhunderts. Ähnliches ist auch für die Sententia Pilati zu vermuten, ein italienisches Pilatus-Urteil, das beansprucht, die Übersetzung einer 1580 in den Abruzzen aufgetauchten hebräischen Urkunde zu sein.
Die Dämonisierung des Pilatus ist ein Phänomen des lateinischen Westens und den orthodoxen und orientalischen Kirchen unbekannt. Sie setzte auch im Westen verzögert ein und ist beispielsweise bei Augustinus noch nicht zu finden. Ausgangspunkt war Reinhard Staats zufolge die Formulierung des Apostolikums „gelitten unter Pontius Pilatus (passus sub Pontio Pilato)“, welche die Schlussfolgerung nahelegte, Pilatus sei für Jesu Leiden verantwortlich.
Passionsspiele sind seit dem 13. Jahrhundert bekannt; darin hatte Pilatus eine Hauptrolle. Der Nachvollzug des Kreuzwegs Jesu, wie er sich seit dem 15. Jahrhundert herausbildete, verlegte die Stationen des Geschehens in die eigene Stadt. Der Weg begann am Haus des Pilatus und endete auf Golgatha. Dementsprechend gibt es in mehreren Städten, beispielsweise in Nürnberg, ein Pilatushaus. Die Casa de Pilatos in Sevilla ist der Ausgangspunkt für Karfreitagsprozessionen.
Der Legenda aurea zufolge ist Pilatus Sohn der Müllerstochter Pila und des Königs Atus und heißt deshalb Pilatus. Er wird zum Mörder, kann sich dann das Statthalteramt in Judäa sichern und lässt Jesus hinrichten. Da er die Reliquie des Ungenähten Rocks Christi besitzt, ist er zunächst vor Bestrafung sicher, muss aber dann doch Selbstmord begehen.
Der Leichnam des Pilatus wurde nach dessen Selbstmord der Legende zufolge in den Tiber geworfen; dann treten Spukerscheinungen auf. Man holt den Leichnam aus dem Tiber und wirft in bei Vienne in die Rhone und, als sich dort die Spukerscheinungen wiederholen, bringt man ihn nach Lausanne. Schließlich wird er am Fuß des Bergmassivs Pilatus bei Luzern in den Pilatussee geworfen, wo er verbleibt. Die Namen von Bergmassiv und See haben allerdings nichts mit der Person des Pilatus zu tun, leiten sich von lat. pila ,Pfeiler/Strebe‘ ab und wurden erst seit dem späten Mittelalter so genannt. Wahrscheinlich hat der Pilatusname erst die Tradition der Seebestattung hierher gezogen.
Ausgehend von der möglichen samnitischen Herkunft wird in dem kleinen Ort Bisenti in der Provinz Teramo in den Abruzzen östlich von Rom ein antikes Haus als sein Geburtshaus ausgegeben.
Seit dem 19. Jahrhundert wird in Vienne ein antikes Bauwerk, wahrscheinlich Teil eines Hippodroms, als Grabmal des Pilatus ausgegeben. Weitere Pilatustraditionen findet man in Spanien (Sevilla, Tarragona), Italien (Pilatusschloss in Nus bei Aosta, wo er sich auf seiner Reise nach Vienne aufgehalten haben soll; ferner Sutri, Lago di Pilato, Insel Ponza), Österreich (Thiersee), Schottland (Fortingall) und auch Deutschland (zum Beispiel Pachten im Saarland und Forchheim bzw. Hausen in Oberfranken).

Bauwerke mit Bezug zu Pilatus
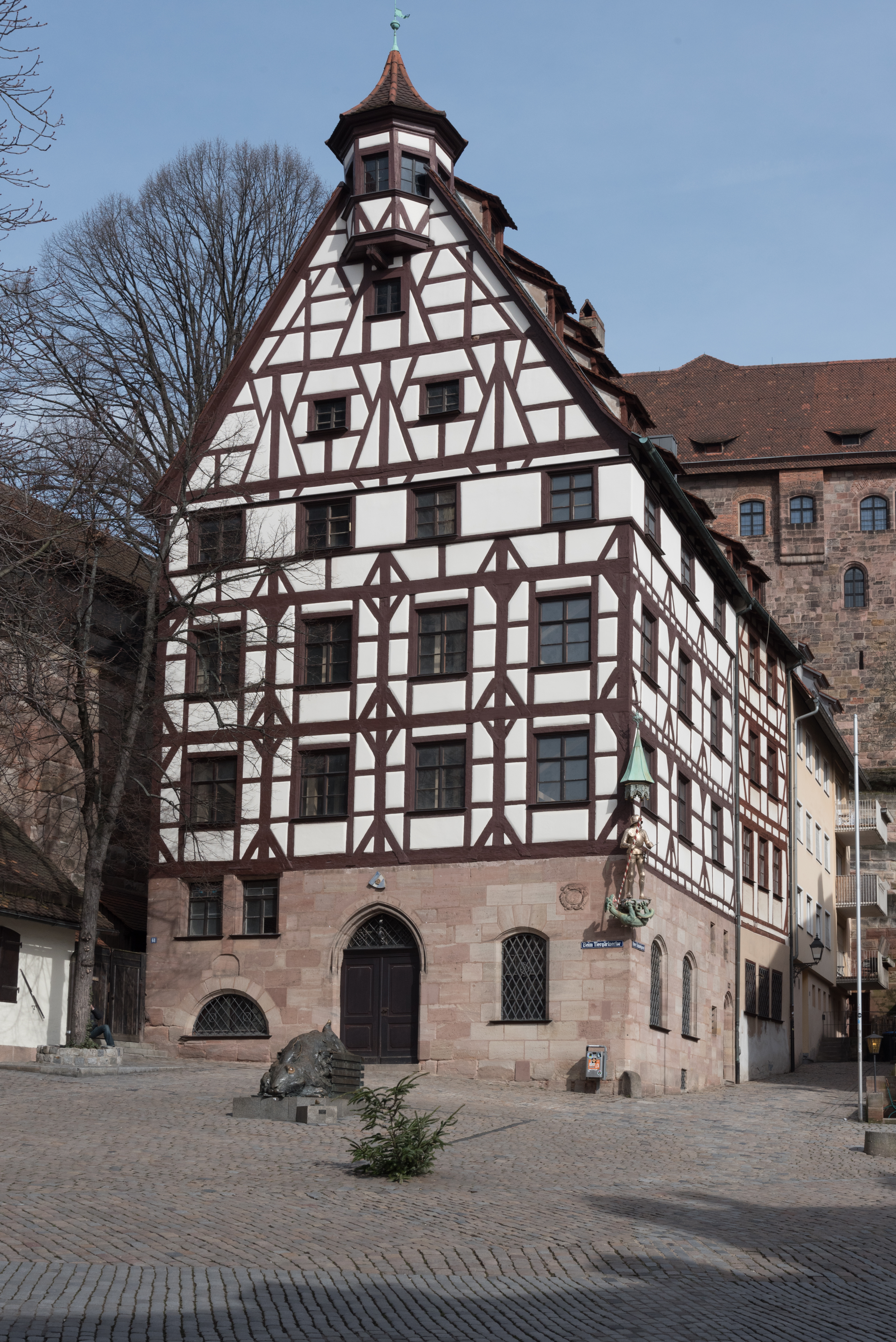
Pilatushaus (Nürnberg)
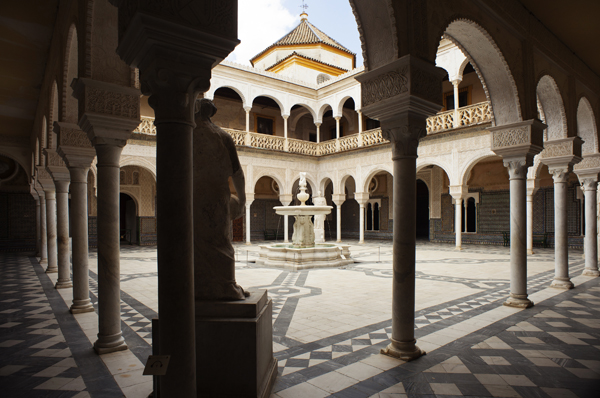
Casa de Pilatos (Sevilla)
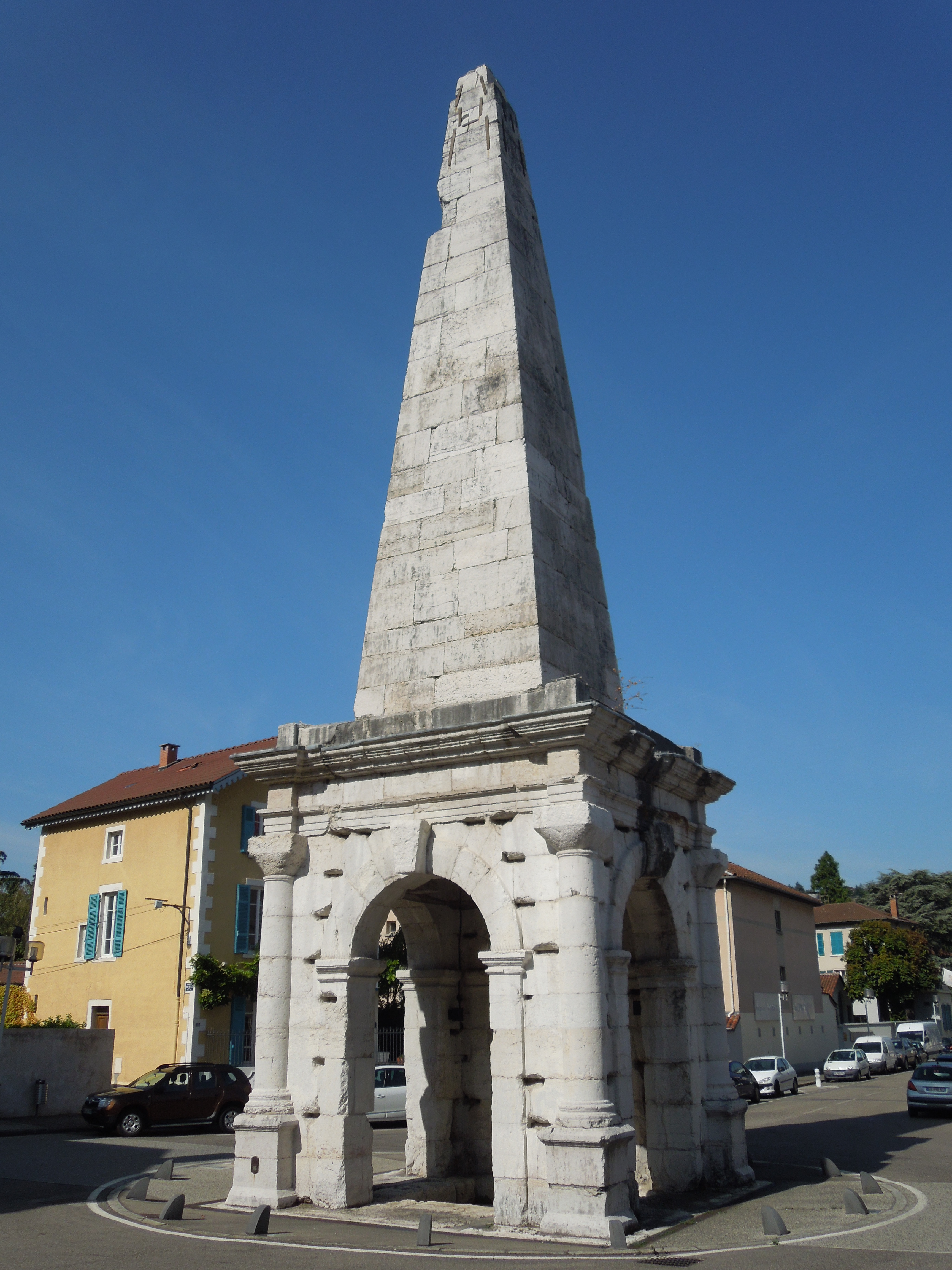
Angebliches Pilatusgrab (Vienne)

### Heiligenverehrung
In der Alten Kirche in Ägypten galt Pilatus als Heiliger. In der koptisch-orthodoxen Kirche wird er als Märtyrer verehrt (Gedenktag 25. Juni). Die Äthiopisch-Orthodoxe Tewahedo-Kirche verehrt Pilatus und seine Frau als Heilige und begeht ihr Gedächtnis am gleichen Tag, dem 25. Juni.
Die namenlose Frau des Pilatus erhielt in der Legende den Namen Claudia Procula (manchmal auch: Procla). Sie wird in der orthodoxen Kirche als Heilige verehrt; ihr Gedenktag ist der 27. Oktober.

### Ikonographie

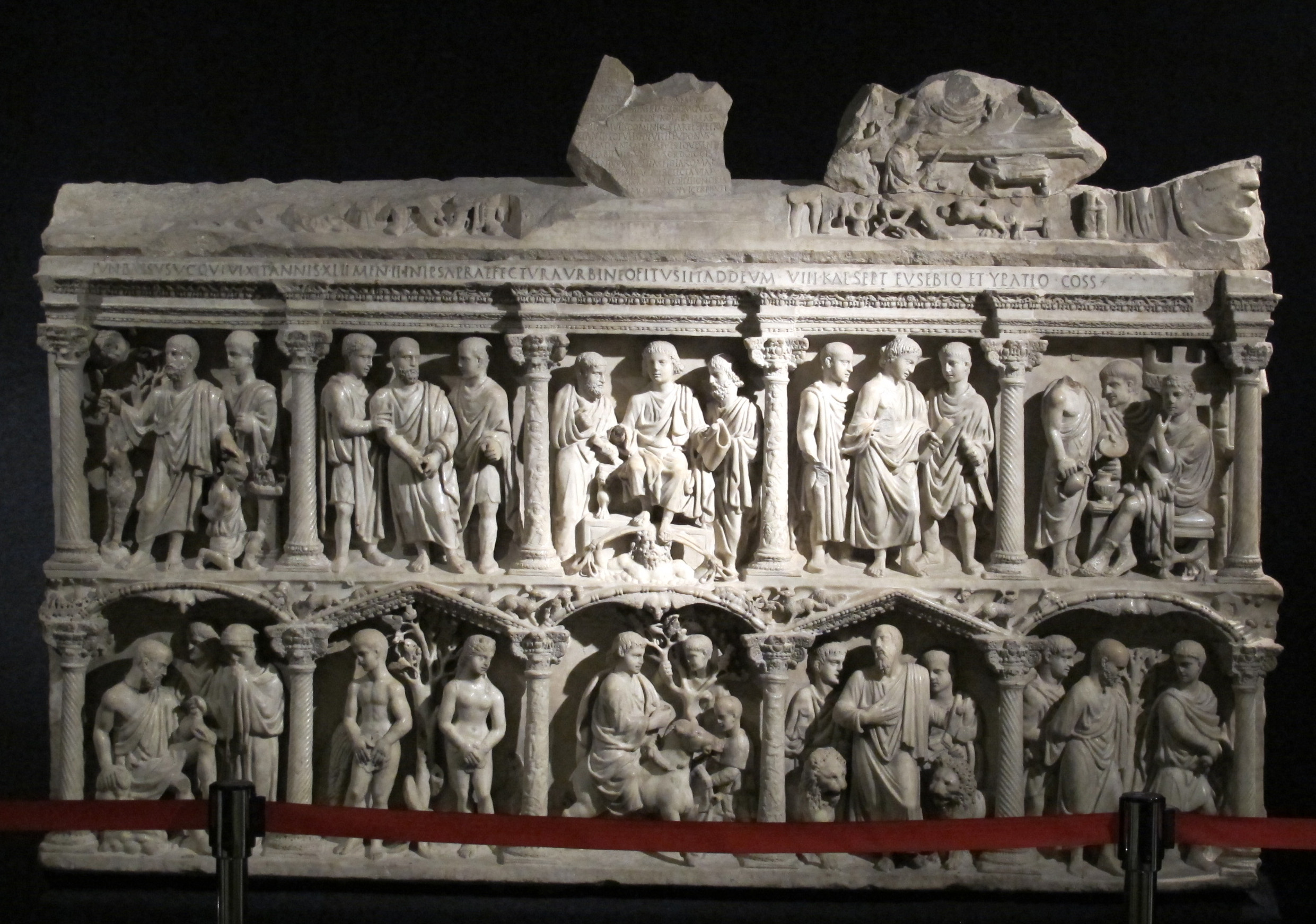
Sarkophag des Iunius Bassus (Schatzkammer, Petersdom)

Bereits in der frühchristlichen Kunst finden sich Pilatusdarstellungen. Dargestellt ist die Szene der Handwaschung, oder Kanne und Schale verweisen darauf. Beispielsweise ist Pilatus auf dem Sarkophag des Iunius Bassus (4. Jahrhundert) oben rechts sitzend dargestellt, und der vor ihm stehende Sklave hält Kanne und Schale. Seit dem 6. Jahrhundert (Sant’Apollinare Nuovo, Ravenna) ist das Eintreffen des Boten dargestellt, den Pilatus’ Frau entsandt hat. Seit dem 10. Jahrhundert wird gelegentlich auch die Frau des Pilatus selbst dargestellt (Sant’Angelo in Formis). Der Codex Rossaniensis verzichtet beim Pilatusurteil auf die Handwaschung und stellt dafür Jesus Christus und Barabbas einander gegenüber.

### Redewendungen und Zitate
- Von Pontius zu Pilatus:[82] Die Redewendung beschreibt einen umständlichen und nutzlosen Weg, der meist auf Anordnung zwischen verschiedenen Instanzen oder Stellen hin und her führt. Sie verknüpft Ausgangs- und Zielpunkt des Weges mit dem zweiteiligen Namen „Pontius Pilatus“, der doch ein und dieselbe Person bezeichnet. Zurück geht die Redewendung auf die Darstellung der Passion Jesu im Lukasevangelium (Lk 23,7–12 EU). Wegen ungeklärter Zuständigkeit schickt Pilatus Jesus zur Prüfung des Falles an die jüdische Autorität in Gestalt des Tetrarchen Herodes Antipas. Herodes verhört Jesus, treibt seinen Spott mit ihm und sendet ihn wieder zurück zu Pilatus, wo er endgültig zur Kreuzigung verurteilt wird. Es existiert auch eine gleichbedeutende Redewendung von Pilatus zu Herodes.
- Seine Hände in Unschuld waschen: Diese Redewendung[83] soll Aussagen entwerten, die zum Beweis einer angeblichen eigenen Unschuld gemacht werden, vor allem wenn diese mit Sachzwängen oder mangelnder Einflussmöglichkeit begründet werden, da Pilatus zum Zeichen seiner Unschuld nach dem Urteil an Jesus ein Reinigungsritual durchführt, die Hände wäscht (Mt 27,24 EU). Rituelle Waschungen sind in einigen katholischen Kirchen des römischen Ritus noch als „Lavabo“ Rituale ähnlich dem damals beschriebenen erhalten. Durch den Verlust dieses Kontextes aus dem Alltagsbewusstsein wird die Redewendung aber heute sogar oft wörtlich interpretiert und betont, eine Argumentation also wie „Unschuld in liquidem Aggregatzustand“ verstanden, in der jemand sich wäscht.[84]
- „Was ist Wahrheit?“ Im Johannesevangelium (Joh 18,38 EU) ist dies die Frage des Pilatus an Jesus nach der Diskussion um dessen Königtum und seine Funktion als Zeuge der „Wahrheit“. Eine Antwort Jesu ist nicht überliefert, vielmehr heißt es weiter: „Und als er [Pilatus] dieses gesagt hatte, trat er vor das Volk und sprach: Ich finde keine Schuld an ihm.“ → Hauptartikel: Was ist Wahrheit?
- Ecce homo: Mit diesem Ausruf zeigt Pilatus den gegeißelten und mit Dornen gekrönten Jesus dem Volk: „Seht, der Mensch!“ Joh 19,5 EU. Diese Szene wird häufig in der bildenden Kunst dargestellt und ist unter dieser Bezeichnung bekannt. → Hauptartikel: Ecce homo

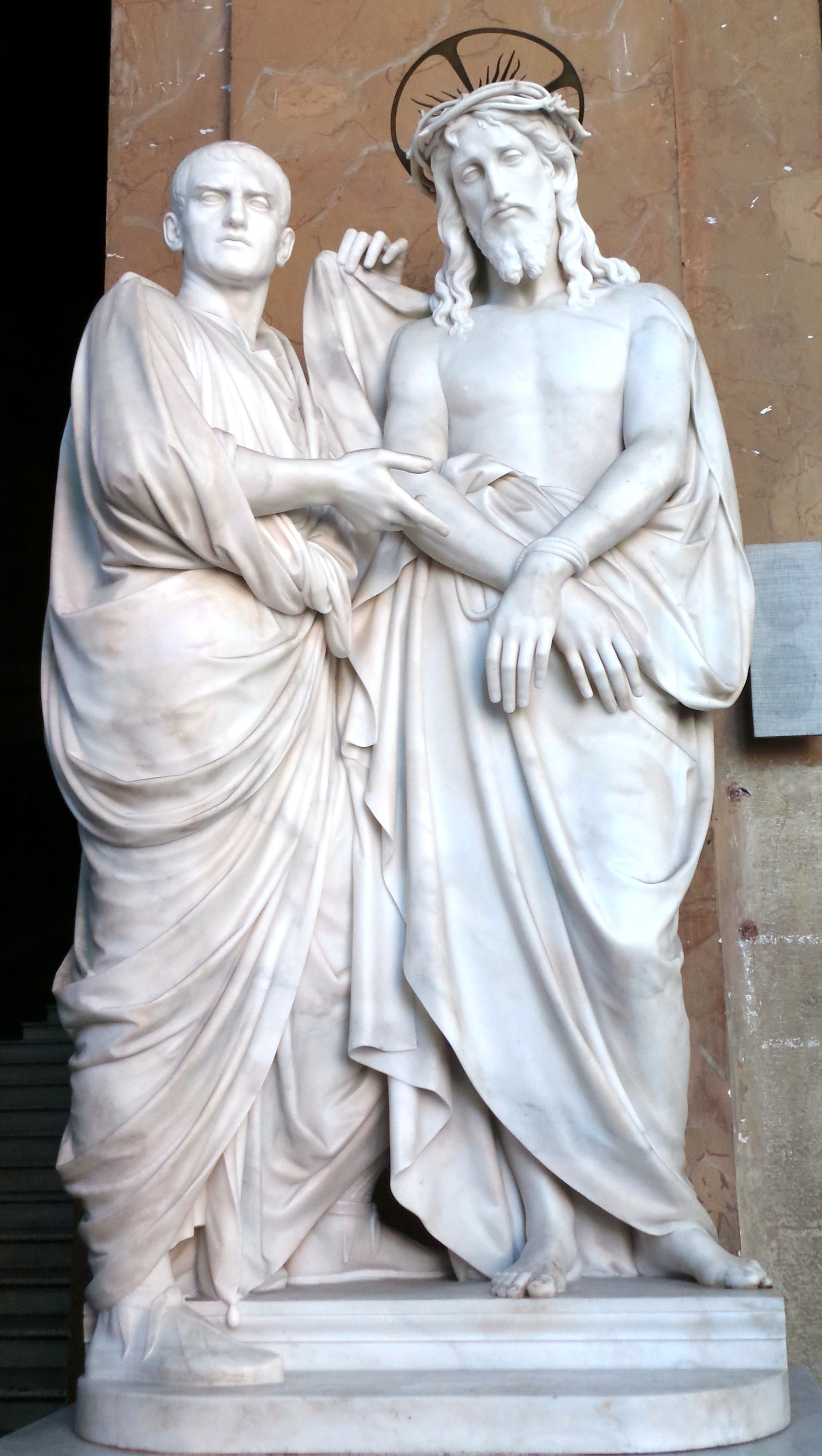
„Ecce homo“: Skulptur in der Scala Santa von Ignazio Jacometti (1852)

- Quod scripsi, scripsi: „Was ich geschrieben habe, habe ich geschrieben“ Joh 19,22 EU – lateinisch: Quod scripsi, scripsi – antwortete Pilatus auf den Vorwurf, die Inschrift INRI beschreibe Christi Selbstverständnis und nicht – wie üblich – den Grund seiner Verurteilung.
- Man gedenkt seiner wie des Pilatus im Credo:[85] Er steht in keinem guten Andenken. Im Credo wird der Passion Christi gedacht mit den Worten „gelitten unter Pontius Pilatus“.
- Zu etwas kommen wie Pilatus ins Credo:[85] Beschreibt eine unpassend erscheinende Verknüpfung.

### Belletristik
Pilatus ist eine Figur in zahlreichen belletristischen Werken. Darunter sind einige historisierende Romane, legendarische Darstellungen sowie ein Theaterstück, in denen Pilatus oder seine Frau die Hauptperson darstellen.
- Anne Bernet: Ich, Pontius Pilatus – Memoiren eines Unschuldigen. Knaur, München 2001, ISBN 3-426-61919-9.
- Michail Bulgakow: Der Meister und Margarita. Sowjetischer Roman, veröffentlicht als Fortsetzungsroman ab 1966, deutsche Erstausgabe 1968.
- Gisbert Haefs: Die Geliebte des Pilatus. btb, München 2004, ISBN 3-442-75101-2.
- Simon Vestdijk: De nadagen van Pilatus. Historischer Roman, Erstausgabe 1938, Rotterdam/den Haag
- Gertrud von le Fort: Die Frau des Pilatus. Erzählung, 1955.
- Werner Koch: Pilatus. Erinnerungen. Roman, 1959.
- Susanne Scheibler: „…und wasche meine Hände in Unschuld“. Goldmann, München 1987, ISBN 3-8289-0081-X.
- Éric-Emmanuel Schmitt: Das Evangelium nach Pilatus. Französischer Roman von 2000, deutsche Erstausgabe 2005.
- Jörg von Uthmann: Pontius Pilatus. Briefwechsel. Übersetzt, annotiert und eingeleitet von Jörg von Uthmann, Hoffmann und Campe, Hamburg 1991, ISBN 3-455-05959-7.
- Miro Gavran: Pontius Pilatus, kroatischer Roman von 2010, deutsche Ausgabe im Seifert Verlag, Übersetzung: Klaus Detlef Olof.

### Film
In Spielfilmen – vor allem natürlich in Historienfilmen – wird Pontius Pilatus immer wieder porträtiert, wenn auch in den meisten Fällen nur als Nebenfigur. Filme, in denen er eine zentralere Rolle spielt, sind:
- Pontius Pilatus – der Statthalter des Grauens (Ponce Pilate/Ponzio Pilato) – Frankreich/Italien 1962, Regie: Gian Paolo Callegari und Irving Rapper.
- Walter Vogt: Pilatus vor dem schweigenden Christus. Regie: Max Peter Ammann. Fernsehen DRS, 1974.
- Die wundersamen Erlebnisse des Pontius Pilatus (Secondo Ponzio Pilato) – Italien 1987, Regie: Luigi Magni.